# سونغالو باغايوغو
سونغالو باغايوغو (بالفرنسية: Soungalo Bagayogo)‏ (15 يونيو 1941 – 2012) هو ملاكم مالي راحل، مثّل بلاده في الألعاب الأولمبية الصيفية 1968.

## روابط خارجية
سونغالو باغايوغو على موقع بوكس ريك (الإنجليزية) (registration required)
- سونغالو باغايوغو على موقع أوليمبيديا (الإنجليزية)